# H.Honne Koppa, Hosanagara
H.Honne Koppa là một làng thuộc tehsil Hosanagara, huyện Shimoga, bang Karnataka, Ấn Độ.